# Elohor Godswill
Elohor Godswill Ekpolo (Ciudad de Benín, Edo, 14 de mayo de 1995), deportivamente conocido como Elohor Godswill, es un futbolista nigeriano que juega como defensa en el AEK Larnaca de la Primera División de Chipre.

## Trayectoria

### Inicios
A los seis años llegó con su familia a España en 2001, asentándose en Tarragona. Sus primeros pasos en el fútbol los dio en el C. D. C. Torreforta, pasando después al fútbol base del Fútbol Club Barcelona, donde se destacó abriéndose paso entre las categorías. Cuando se encontraba en las filas del cadete "B" al mando de Víctor Sánchez y junto a otras grandes promesas como Sergi Samper, Jean Marie Dongou o Sandro Ramírez; lograron conquistar la Nike Premier Cup nacional, para luego en julio de 2008 alzarse con la copa mundial al vencer en la final en el Old Trafford al Pachuca mexicano por 3-1 con anotación del propio Godswill. En el cadete "A" mantuvo su ritmo alternándose entre las posiciones defensivas como central y lateral derecho. Con este equipo consiguió la Liga a seis jornadas del término y además la Copa Cataluña por penales. 

### Juveniles
Ya en el Juvenil "B" nuevamente con García Pimienta, se repitió el doblete de la temporada anterior, obteniendo la Liga y la Copa Cataluña frente al R. C. D. Español. En la campaña siguiente ascendió en el Juvenil "A" de Jordi Vinyals, quien depositó toda su confianza en el nigeriano para contener la línea defensiva, siendo el jugador con más minutos a lo largo del campeonato. Ese año fueron eliminados por el Chelsea F. C. en octavos de final de la NextGen Series, pese a esto consiguieron la División de Honor con 22 puntos de ventaja. En la temporada siguiente continuó teniendo un papel protagonista convirtiéndose incluso en el capitán de la escuadra junto a su compañero Roger Riera, con el que llevaba jugando desde alevines. Con la confianza depositada en él, comanda al grupo quienes por segunda temporada consecutiva se hacen del campeonato regular, tras eso se enfocan en la Liga Juvenil de la UEFA, campeonato en el cual había disputado 10 encuentros anotando 4 goles. En la final de Nyon, se midieron ante el S. L. Benfica, a quienes vencieron por 3-0 consiguiendo así el primer título de la competición. Tras esto disputaría la Copa Cataluña junto al filial azulgrana, en cuya semifinal contra el Girona F. C., Elohor se rompió el menisco interno de la rodilla derecha, por lo que debe ser operado dejándolo fuera de lo que restaba de temporada.

### Profesional
El 29 de diciembre de 2021 firmó por el IFK Norrköping tras tres años y medio compitiendo en la Allsvenskan con el BK Häcken. Estuvo una única temporada y disputó veintiocho encuentros en esta categoría.
El 31 de enero de 2023 fue traspasado al Apollon Limassol para jugar en la Primera División de Chipre. Allí permaneció una campaña y media y para la 2024-25 se unió al AEK Larnaca.

## Estadísticas

### Clubes
| Club                            | Div.          | Temporada     | Liga  | Liga  | Copas nacionales | Copas nacionales | Copas internacionales | Copas internacionales | Total | Total |
| Club                            | Div.          | Temporada     | Part. | Goles | Part.            | Goles            | Part.                 | Goles                 | Part. | Goles |
| ------------------------------- | ------------- | ------------- | ----- | ----- | ---------------- | ---------------- | --------------------- | --------------------- | ----- | ----- |
| F. C. Barcelona "B" · España    | 2.ª B         | 2015-16       | 27    | 0     | ―                | ―                | ―                     | ―                     | 27    | 0     |
| F. C. Barcelona "B" · España    | Total club    | Total club    | 27    | 0     | ―                | ―                | ―                     | ―                     | 27    | 0     |
| Fleetwood Town F. C. Inglaterra | 3.ª           | 2016-17       | 6     | 0     | 1                | 0                | ―                     | ―                     | 7     | 0     |
| Fleetwood Town F. C. Inglaterra | 3.ª           | 2017-18       | 3     | 0     | 5                | 1                | ―                     | ―                     | 8     | 1     |
| Fleetwood Town F. C. Inglaterra | Total club    | Total club    | 9     | 0     | 6                | 1                | ―                     | ―                     | 15    | 1     |
| Mérida A. D. · España           | 2.ª B         | 2017-18       | 8     | 0     | ―                | ―                | ―                     | ―                     | 8     | 0     |
| Mérida A. D. · España           | Total club    | Total club    | 8     | 0     | ―                | ―                | ―                     | ―                     | 8     | 0     |
| BK Häcken · Suecia              | 1.ª           | 2018          | 16    | 0     | 1                | 0                | 1                     | 0                     | 18    | 0     |
| BK Häcken · Suecia              | 1.ª           | 2019          | 26    | 1     | 7                | 0                | 2                     | 0                     | 35    | 1     |
| BK Häcken · Suecia              | 1.ª           | 2020          | 29    | 0     | 4                | 1                | ―                     | ―                     | 33    | 1     |
| BK Häcken · Suecia              | 1.ª           | 2021          | 29    | 3     | 3                | 1                | 2                     | 0                     | 34    | 4     |
| BK Häcken · Suecia              | Total club    | Total club    | 100   | 4     | 15               | 2                | 5                     | 0                     | 120   | 6     |
| IFK Norrköping · Suecia         | 1.ª           | 2022          | 28    | 0     | 4                | 0                | ―                     | ―                     | 32    | 0     |
| IFK Norrköping · Suecia         | Total club    | Total club    | 28    | 0     | 4                | 0                | 0                     | 0                     | 32    | 0     |
| Apollon Limassol Chipre         | 1.ª           | 2022-23       | 13    | 1     | ―                | ―                | ―                     | ―                     | 13    | 1     |
| Apollon Limassol Chipre         | 1.ª           | 2023-24       | 32    | 2     | 4                | 0                | ―                     | ―                     | 36    | 2     |
| Apollon Limassol Chipre         | Total club    | Total club    | 45    | 3     | 4                | 0                | 0                     | 0                     | 49    | 3     |
| AEK Larnaca Chipre              | 1.ª           | 2024-25       | 34    | 2     | 6                | 0                | 2                     | 0                     | 42    | 2     |
| AEK Larnaca Chipre              | Total club    | Total club    | 34    | 2     | 6                | 0                | 2                     | 0                     | 42    | 2     |
| Total carrera                   | Total carrera | Total carrera | 251   | 9     | 35               | 3                | 7                     | 0                     | 292   | 12    |

## Palmarés

### Títulos nacionales
| Título                    | Club                        | País   | Año  |
| ------------------------- | --------------------------- | ------ | ---- |
| División de Honor Juvenil | F. C. Barcelona Juvenil "A" | España | 2013 |
| División de Honor Juvenil | F. C. Barcelona Juvenil "A" | España | 2014 |
| Copa de Suecia            | BK Häcken                   | Suecia | 2019 |
| Copa de Chipre            | AEK Larnaca                 | Chipre | 2025 |

### Títulos internacionales
| Título                  | Club                        | Sede  | Año  |
| ----------------------- | --------------------------- | ----- | ---- |
| Liga Juvenil de la UEFA | F. C. Barcelona Juvenil "A" | Suiza | 2014 |